# Minnetonka Dynamo
Minnetonka Dynamo är en amerikansk bandyklubb ifrån staden Minnetonka. Laget deltog i World Cup 1994 och 1998.

## Meriter
- Gunnar Cup: 1994, 1998, 2000[3]
- North American Cup Tournament: 1995, 2000[3]
- Cannon Cup: 1998[3]

### Fotnoter
1. ↑  ”SJ World Cup 1994/95”. Bandysidan. http://www.bandysidan.nu/tavlinginfo.php?Niva=-1&AR=1994&EVID=132&sprak=sve&land=4. Läst 30 september 2013.
2. ↑  ”SJ World Cup 1998/99”. Bandysidan. http://www.bandysidan.nu/tavlinginfo.php?Niva=-1&AR=1998&EVID=115&sprak=sve&land=4. Läst 30 september 2013.
3. 1 2 3  ”USA Bandy Championships” (på engelska). American Bandy Association. http://www.usabandy.com/page/show/604524-american-bandy-association. Läst 30 september 2013.